# Distribuzione Allan

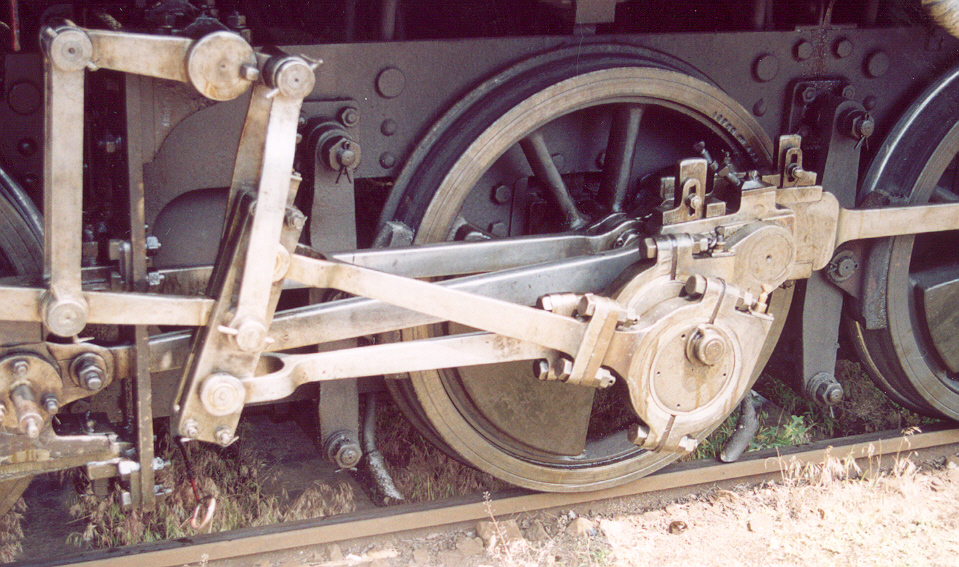
Distribuzione Allan su una vecchia locomotiva austriaca

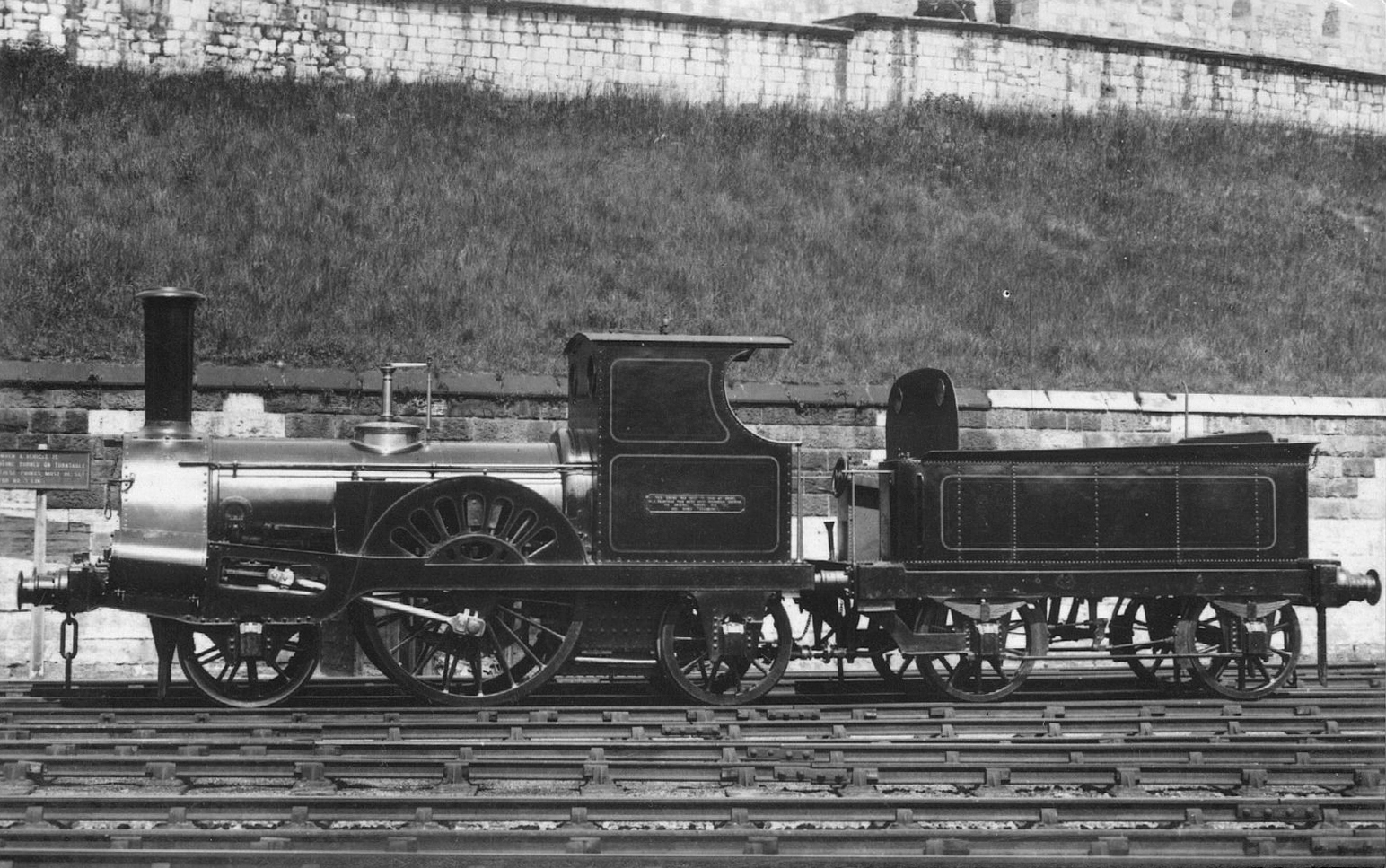
Locomotiva "Columbine" della London and North Western Railway con distribuzione Allan

La distribuzione Allan era un sistema meccanico di comando della distribuzione del vapore in entrata e in uscita dei cilindri motori delle locomotive a vapore. Era una variante del sistema Stephenson.
Il sistema prese il nome di Allan dall'ingegnere ferroviario Alexander Allan che lo inventò nel 1855 combinando alcune caratteristiche meccaniche dei due sistemi di distribuzione Stephenson e Gooch. Il sistema studiato permetteva una semplificazione costruttiva di alcune parti. La distribuzione Allan si diffuse principalmente nell'Europa continentale.